# Готфрид III фон Калв
Готфрид III (II) фон Калв (на немски: Gottfried III (II) von Calw; † пр. 1262) е граф на Калв и пфалцграф на Лотарингия.

## Произход
Той е син на граф Конрад II фон Калв († сл. 1220) или на граф Адалберт VI фон Калв († 1219). Брат му Хайнрих († сл. 1234) е абат на Райхенау (1207/34).

## Фамилия
Готфрид III фон Калв се жени за Ута († сл. 1262) и има две дъщери:
- Луитгард фон Калв, омъжена I. за Рудолф I/IV († 1272/1277), граф на Тюбинген-Бьоблинген, син на граф Вилхелм фон Тюбинген-Гисен († 1256) и Вилибирг фон Вюртемберг († 1252), II. сл 1272 г. за граф Улрих III фон Берг-Шелклинген († 1319)
- дъщеря († 21 февруари 1284), омъжена за граф Симон I фон Цвайбрюкен († 1283), син на граф Хайнрих II фон Цвайбрюкен († 1282) и Агнес фон Еберщайн († 1284).